# 내기초등학교
내기초등학교는 대한민국 경기도 평택시 포승읍 내기리에 있는 공립 초등학교이다.

## 학교 연혁
- 1929년 12월 24일 내기공립보통학교(4년제) 개교설립인가 8월 26일
- 1938년 4월 1일 내기공립심상소학교로 개칭[1]
- 1939년 4월 1일 6년제로 승격 개편
- 1941년 4월 1일 내기공립국민학교로 개칭[2]
- 1960년 4월 1일 신영국민학교 분리
- 1980년 10월 27일 병설유치원 개원
- 1995년 3월 1일 신영분교장 본교로 편입
- 1996년 3월 1일 내기초등학교로 개칭[3]
- 1997년 7월 2일 급식소 준공
- 2016년 3월 1일 제29대 김형규 교장 취임
- 2017년 1월 3일 제84회 졸업식(총 11,073명)
- 2017년 3월 1일 20학급 편성(유치원 1, 특수1)

## 학교 상징
- 교화 - 개나리 : 희망, 사랑의 실천
- 교목 - 은행나무 : 곧은 기상, 진취적인 기상

## 참고 자료
- 내기초등학교 - 한국교육학술정보원 학교알리미